# Trinlé Gyatso
Pour les articles homonymes, voir Trinley Gyatso (homonymie).
Trinlé Gyatso (- 1668 ) était de 1659 à 1668 le régent du Tibet. Il fut le 2e régent et successeur de Sonam Chöphel. Il fut nommé par le mongol-qoshot, Dayan Otchir Khan, le roi-protecteur du Tibet, jusqu'à sa mort en 1668, sous le règne du 5e dalaï-lama.